# سياسة الاستخدام العادل
سياسة الاستخدام العادل هي سياسة يستخدمها مزودو خدمة الإنترنت لمنع المشتركين لديهم من تعدي السعة التي تحددها الشركة، وذلك لكي لا تخسر الشركة أي بيانات أو مبالغ، فعندما يقوم مشترك ما بتحميل أو رفع بيانات كبيرة، يوجد حد شهري أو يومي للتنزيل من الإنترنت وعندما يتخطى العميل هذا الحد، فإن السرعة تهبط تلقائيا إلى سرعة متدنية حتى انتهاء المهلة المحددة من قبل مزود الخدمة.

## سياسة الاستخدام العادل في الوطن العربي

### في السعودية
في 2017 (29/10/1438هـ)، منعت هيئة الاتصالات وتقنية المعلومات تطبيق سياسة الاستخدام العادل على جميع شركات الاتصال السعودية.

## وصلات خارجية
- نقد سياسات الاستخدام المقبول، ديف كاينمان.